# Glaesacarus rhombeus
Glaesacarus rhombeus (Synonym: Acarus rhombeus Koch & Berendt, 1854) ist eine Milbenart in der ausgestorbenen, monotypischen Familie Glaesacaridae. Es handelt sich zugleich um den ältesten bekannten Vertreter der Unterordnung Astigmata. Fossile Belege dieser Art finden sich in großer Zahl als Einschlüsse im obereozänen Baltischen Bernstein verschiedener Lagerstätten.
Die weiblichen Milben dieser Art verfügen am Hysterosoma über ein Organ, dessen Zweck offenbar darin bestand, das Männchen während des Begattungsaktes festzuhalten. Unterstützt wird diese Interpretation durch einen Einschluss in Baltischem Bernstein, der ein Milbenpaar in copula zeigt. Dieses anatomische Merkmal ist bei modernen Milben dieser Ordnung nur von männlichen Tieren bekannt.